# شاید شیطان شما را ببرد
شاید شیطان شما را ببرد (اندونزیایی: Sebelum Iblis Menjemput) یک فیلم ترسناک محصول سال ۲۰۱۸ سینمای اندونزی به نویسندگی و کارگردانی تیمو تیاهانتو است. داستان آلفی (چلسی ایسلن) را دنبال می‌کند که وقتی سعی می‌کند پاسخی برای بیماری مرموز پدرش (ری ساهتاپی) پیدا کند، به خانه قدیمی او می‌رود و اتفاقاتی از گذشته او را می‌یابد.
این فیلم در ۹ اوت ۲۰۱۸ توسط نتفلیکس اکران شد و در هفتاد و پنجمین جشنواره بین‌المللی فیلم ونیز در ۳ سپتامبر ۲۰۱۸ به نمایش درآمد. دنباله‌ای با نام شاید شیطان شما را ببرد ۲، در سال ۲۰۲۰ منتشر شد.

## بازخوردها
در سایت راتن تومیتوز، این فیلم بر اساس برسی‌های ۱۳ منتقد، ۷۷ درصد امتیاز کلی مثبت را دریافت کرد.